# District de Cái Nước
Cái Nước est un district de la province de Cà Mau dans le delta du Mékong au sud du Viêt Nam. 

## Géographie
La superficie du district est de 395 km2. 
Le chef lieu du district est Cái Nước.